# Ražice
Ražice, bis 1923 auch Račice (deutsch Raschitz, auch Ratschitz) ist eine Gemeinde in Tschechien. Sie liegt neun Kilometer südwestlich von Písek und gehört zum Okres Písek.

## Geographie

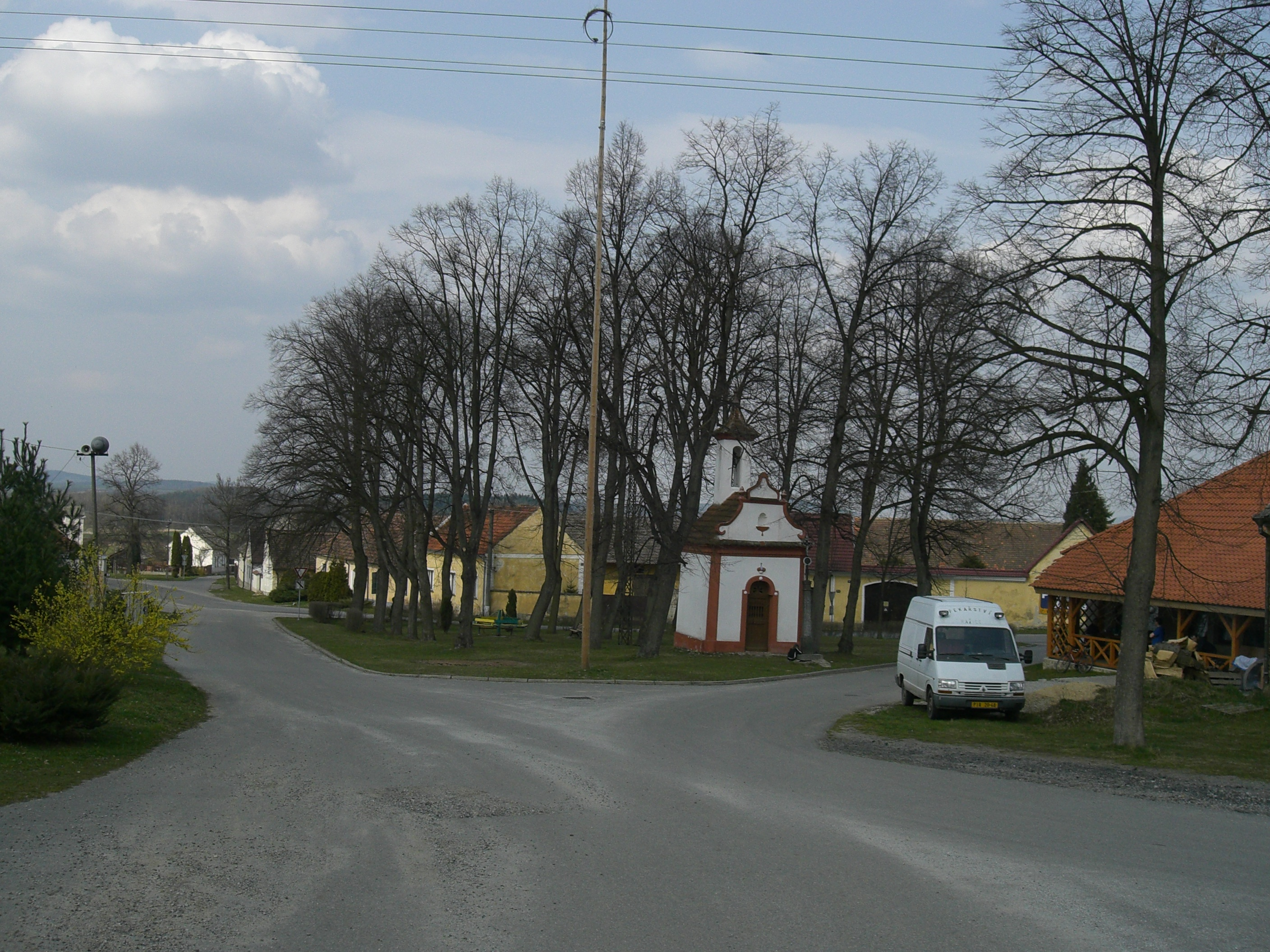
Ražice, Dorfplatz mit Kapelle

Ražice befindet sich in der Putimská pánev (Putimer Becken) in einer Teichlandschaft zwischen den Flussläufen der Blanice und Otava. Nördlich liegt der Teich Řežabinec, im Nordosten der Ražický rybník sowie westlich der Markovec und Škaredý. Im Osten erheben sich der Skalský vrch (476 m) und die Zlatá hora (461 m). Nördlich des Dorfes verläuft die Bahnstrecke České Budějovice–Plzeň.
Nachbarorte sind Kestřany, Zátavský Mlýn, Zátaví und Putim im Norden, U Nádraží und Hůrky im Nordosten, Červený Mlýn im Osten, Heřmaň, Pildovna, Skály, Budičovice und Božovice im Südosten, Ovčín, Humňany, Kunšov und Štětice im Süden, Sedliště, Mladějovice im Südwesten, Sudoměř im Westen sowie Nové Kestřany und Lhota u Kestřan im Nordwesten.

## Geschichte
Funde von Werkzeugen aus der mittleren Steinzeit am Teich Řežabinec belegen eine frühzeitliche Besiedlung der Gegend.
Der älteste schriftliche Nachweis über Ražice erfolgte 1469. Der Name des Ortes leitet sich vom Personennamen Ráž her. Im Jahre 1490 bestand das zur Herrschaft Frauenberg gehörige Dorf aus 12 Hufen, ihre Frondienste hatten die Bewohner auf dem Schloss Písek zu leisten. In der Umgebung wurden Goldseifen betrieben, daran erinnert noch der Name der Zlatá hora (Goldberg). Unter den Fürsten Schwarzenberg wurde Ražice zu Beginn des 18. Jahrhunderts von Frauenberg abgetrennt und der näher gelegenen Herrschaft Protivín zugeordnet. Im Jahre 1840 bestand Ražitz aus 35 Häusern mit 105 Einwohnern. Im Ort bestand ein Wirtshaus. Pfarrort war Heřman. Bis zur Mitte des 19. Jahrhunderts blieb Ražitz immer zur Allodialherrschaft Protiwin samt dem Fideikommissgut Radomielitz untertänig.
Nach der Aufhebung der Patrimonialherrschaften bildete Račic ab 1850 einen Ortsteil der Gemeinde Heřmaň in Bezirkshauptmannschaft Písek und dem Gerichtsbezirk Wodnian. Zwischen 1868 und 1870 errichtete die k.k. privilegierte Kaiser-Franz-Josephs-Bahn die Bahnstrecke České Budějovice–Plzeň. Am 21. Oktober 1882 wurde der Wechsel der Gemeinde Heřman mit den Ortschaften Račic und Stětic vom Gerichtsbezirk Wodnian in den Gerichtsbezirk Písek bewilligt. Račice löste sich 1886 von Heřman los und bildete eine eigene Gemeinde. 1889 wurde die Bahnstrecke Putim–Ražice eingeweiht und bei Ražice entstand ein Bahnhof mit Gaststätte. Seit 1924 führt die Gemeinde den amtlichen Namen Ražice. Im Jahre 1938 hatte Ražice etwa 340 Einwohner. Am 26. November 1971 erfolgte die Eingemeindung von Štětice mit Humňany. Im Jahre 2007 war Ražice Sieger des Wettbewerbs Dorf des Jahres  im Jihočeský kraj.

## Gemeindegliederung
Die Gemeinde Ražice besteht aus den Ortsteilen Ražice (Raschitz) und Štětice (Stietitz) sowie der Ansiedlung Humňany (Humnan).

## Sehenswürdigkeiten
- Kapelle Mariä Heimsuchung am Dorfplatz, erbaut 1822
- Bildstock des hl. Florian, nordwestlich des Dorfes am Abzweig nach Lhota u Kestřan, errichtet in der zweiten Hälfte des 18. Jahrhunderts
- Mehrere Gehöfte im Bauernbarockstil
- Jan-Žižka-Monument, westlich zwischen den Teichen Markovec und Škaredý auf dem Schlachtfeld bei Sudoměř
- Teich Řežabinec mit Aussichtsturm, nördlich des Dorfes

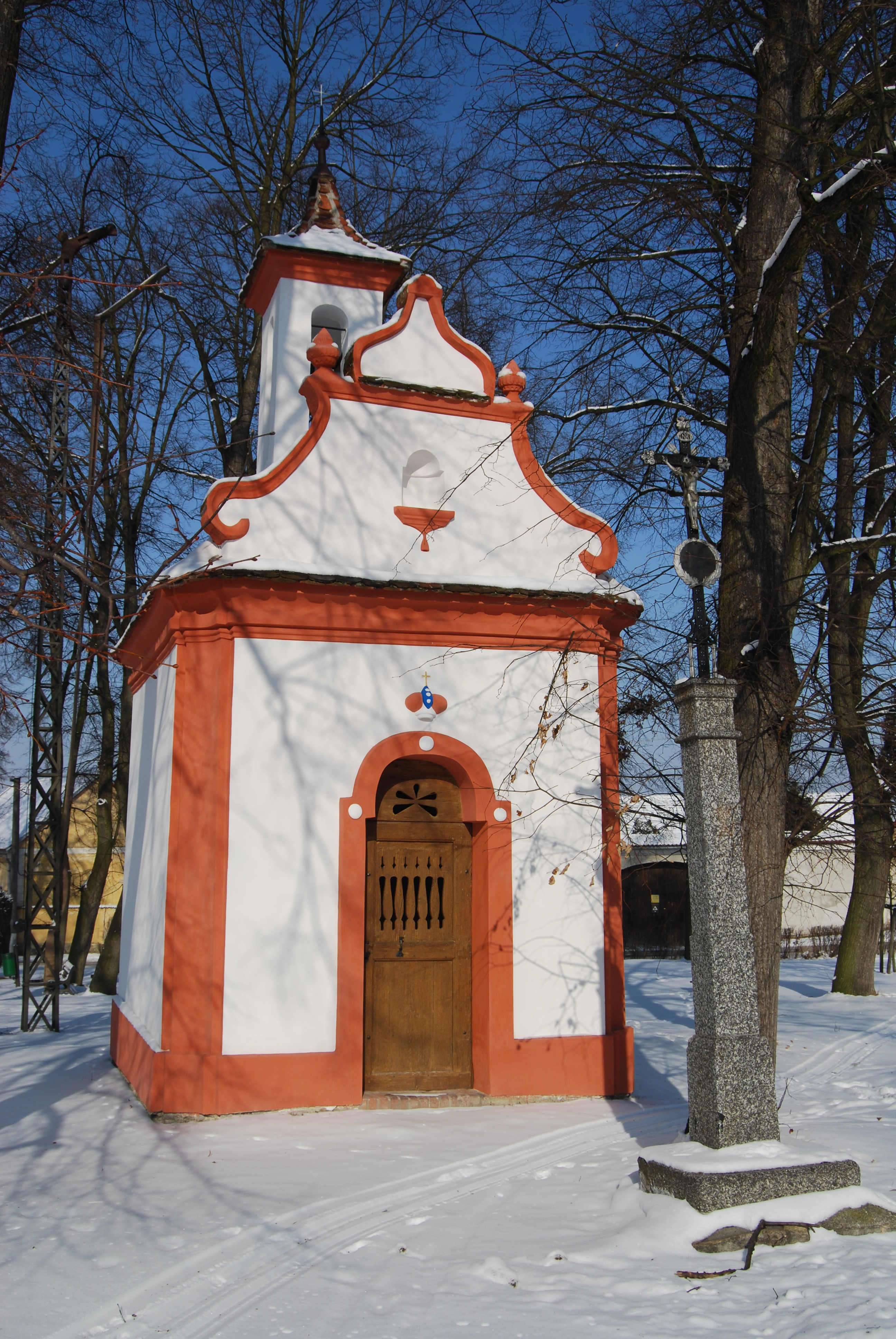
Kapelle Mariä Heimsuchung
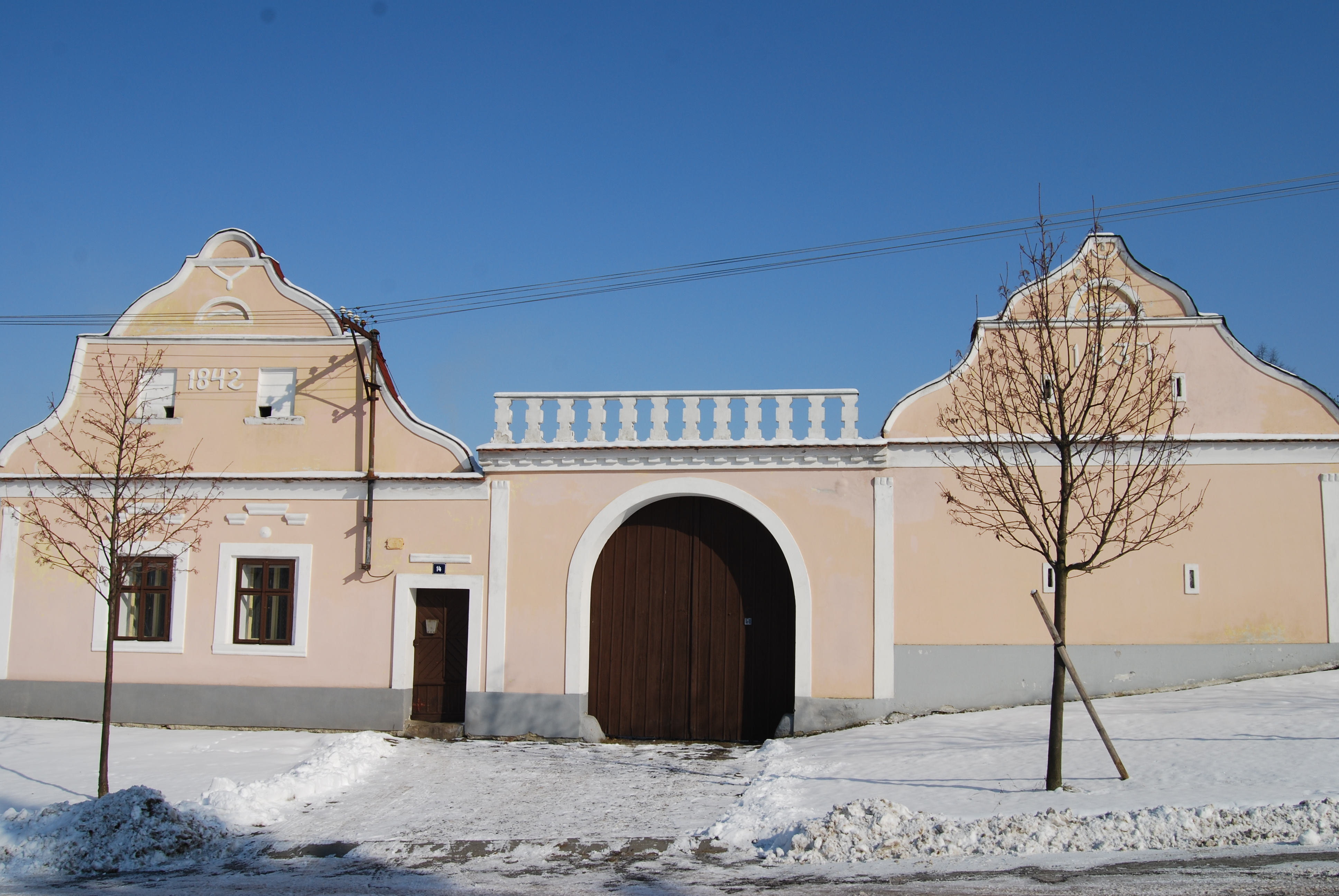
Gehöft im Bauernbarockstil
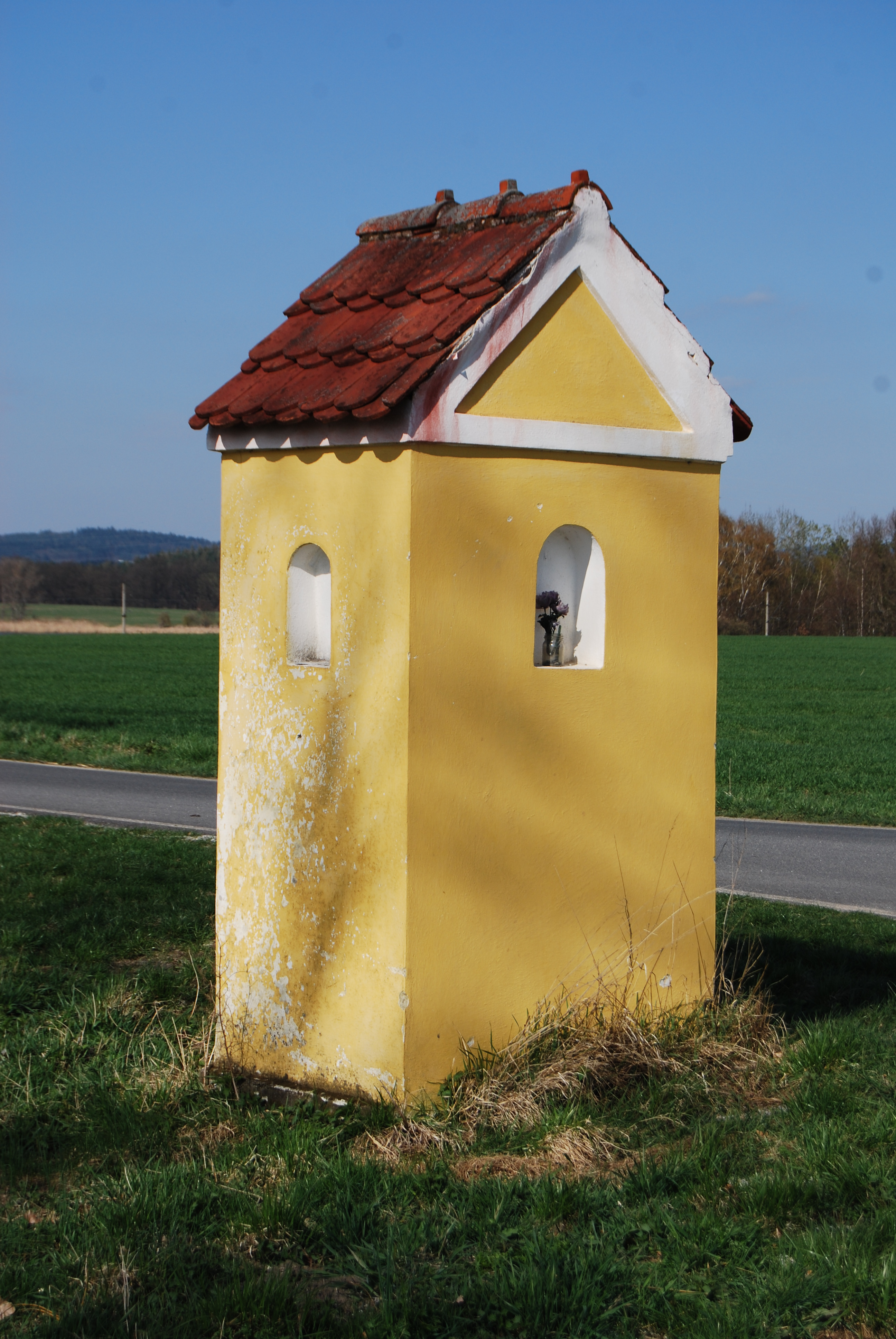
Bildstock des hl. Florian